# Kalamus
Kalamus (lat. Calamus) je rod od 417 vrsta grmastih penjačica iz porodice palmovki (Arecaceae).
Kalamusi su povijuše koje rastu po suptropskim i tropskim krajevima Azije, Afrike i Australije, a najpoznatija među njima je  C. rotang, jedna od nekoliko vrsta iz koje se dobiva poznata ljekovita smola zmajeva krv a koristi se i za izradu košara, vrtnih stolova i stolica i drugog.
Stabljike kalamusa mogu narasti i do 200 metra, a debljina im je 1 - 5 centimetara.

## Vrste
Popis prema Kewu sa 416  vrsta: Popis vrsta roda Calamus